# Iaitas

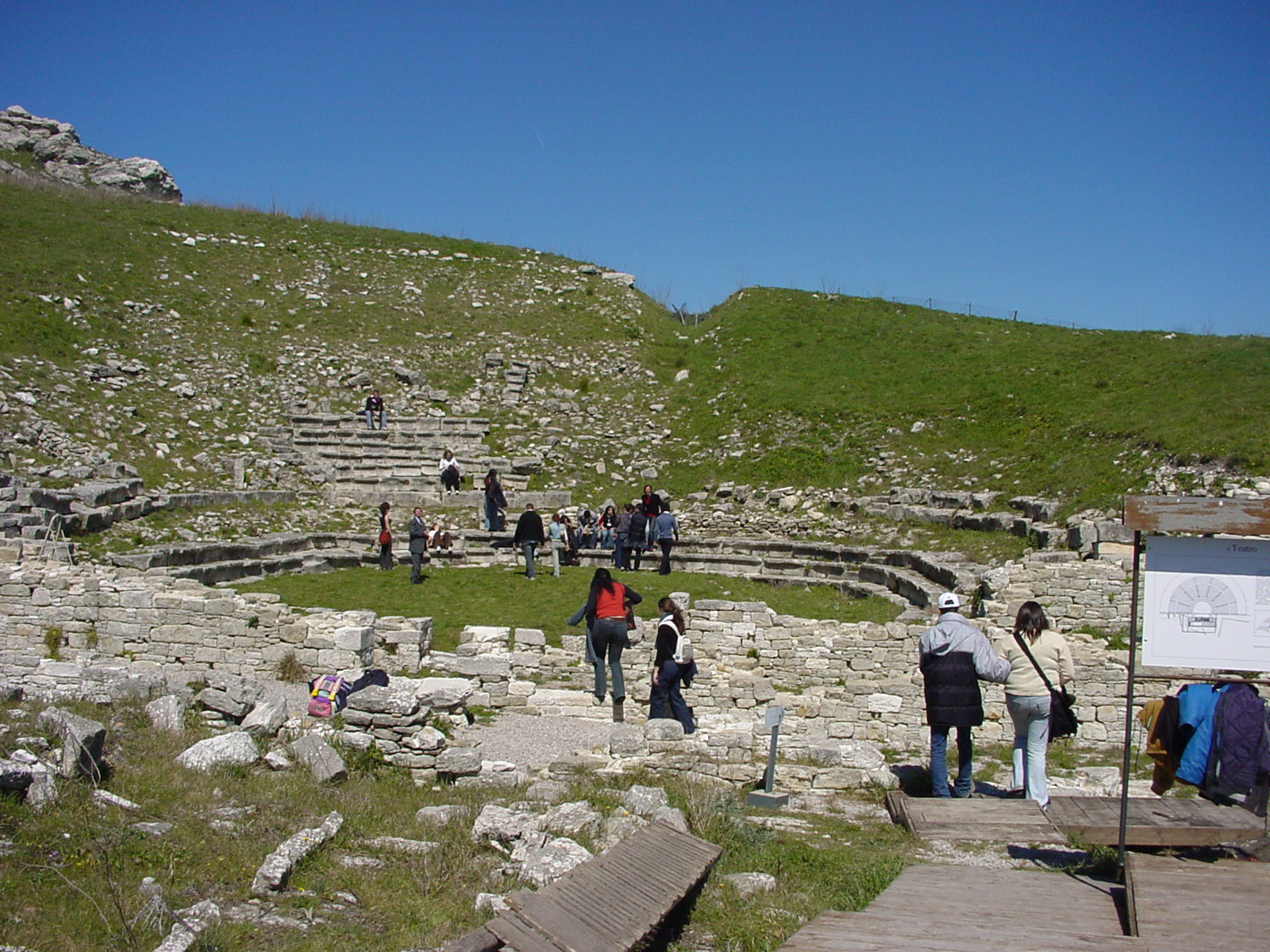
Das griechische Theater von Iaitas (2003)

Iaitas (lat.: Ietas, mittellat: Iato) war der griechische Name einer antiken Stadt im Nordwesten Siziliens. Sie lag auf einem Hochplateau des Monte Iato auf einem Gebiet, das heute zu den Gemeinden San Giuseppe Jato und San Cipirello gehört. Die Stadt wurde 1246 von Friedrich II. zerstört, seither ist das Gelände unbewohnt.

## Geschichte
Die Anfänge der Besiedlung reichen bis in frühgeschichtliche Zeit, ins frühe 1. Jahrtausend v. Chr., zurück. Gegen Ende des 7. Jahrhunderts v. Chr. lassen sich anhand der Funde erste Kontakte zur griechischen Kultur nachweisen. Ob die damaligen Einwohner den Elymern oder den Sikanen zuzurechnen sind, lässt sich anhand der archäologischen Funde nicht feststellen. Die Stadt lag im punischen Einflussbereich Siziliens, es wurden jedoch auch kulturelle Errungenschaften der Griechen übernommen.
Um 300 v. Chr. wird die Höhensiedlung nach dem Muster einer griechischen Stadt weitgehend neu gebaut, was sich archäologisch insbesondere anhand der öffentlichen Bauten wie dem Befestigungssystem, der Agora oder dem Theater, aber auch anhand großzügiger Wohnbauten nach griechischem Vorbild fassen lässt. In römischer Zeit erhielt die Stadt den Status eines municipiums, verlor dann aber immer mehr an Bedeutung und scheint in spätantiker Zeit aufgegeben worden zu sein, oder aber sich auf noch unerforschte Bereiche des Siedlungsgebiets beschränkt zu haben.
Im späteren 10. Jahrhundert n. Chr., gegen Ende der fatimidischen Herrschaft auf Sizilien, scheint die Stadt jedoch eine zweite Blütezeit zu erleben. Laut Malaterra verweigerte die nun muslimische Stadt dem Normannen Roger I. Gefolgschaft und Tribut, wobei – so der Chronist des Fürsten – die nun Iato genannte Stadt dabei auf seine große Einwohnerzahl und die gute Befestigung des Ortes vertraut habe. Die Stadt wird ab 1182 dem neu gegründeten Erzbistum Monreale unterstellt und wird im Verlauf der spätnormannischen und staufischen Zeit zum eigentlichen Zentrum des muslimischen Widerstands in Sizilien. Dies besiegelt 1246 n. Chr. schließlich auch die Zerstörung der Stadt durch die Truppen Friedrichs II., der die überlebenden Einwohner nach Lucera deportieren lässt und den Monte Iato mit einem Besiedlungsverbot belegt.

## Erforschung
Seit 1971 wird das Hochplateau des Monte Iato vom Archäologischen Institut der Universität Zürich in alljährlich stattfindenden Kampagnen ausgegraben. Die Resultate werden in jährlichen Vorberichten in den Zeitschriften Antike Kunst (deutsch) und Sicilia Archeologica (italienisch) publiziert, zudem werden in der monografischen Fachreihe „Studia Ietina“ weitergehende Auswertungen veröffentlicht. Seit 2010 forscht auch das Institut für Archäologien der Universität Innsbruck unter der Leitung von Erich Kistler am Monte Iato und untersucht, wie das Leben vor 2500 Jahren in einer Welt, beeinflusst durch lokale Traditionen und globale Innovationen, ausgesehen hat.

## Besichtigung

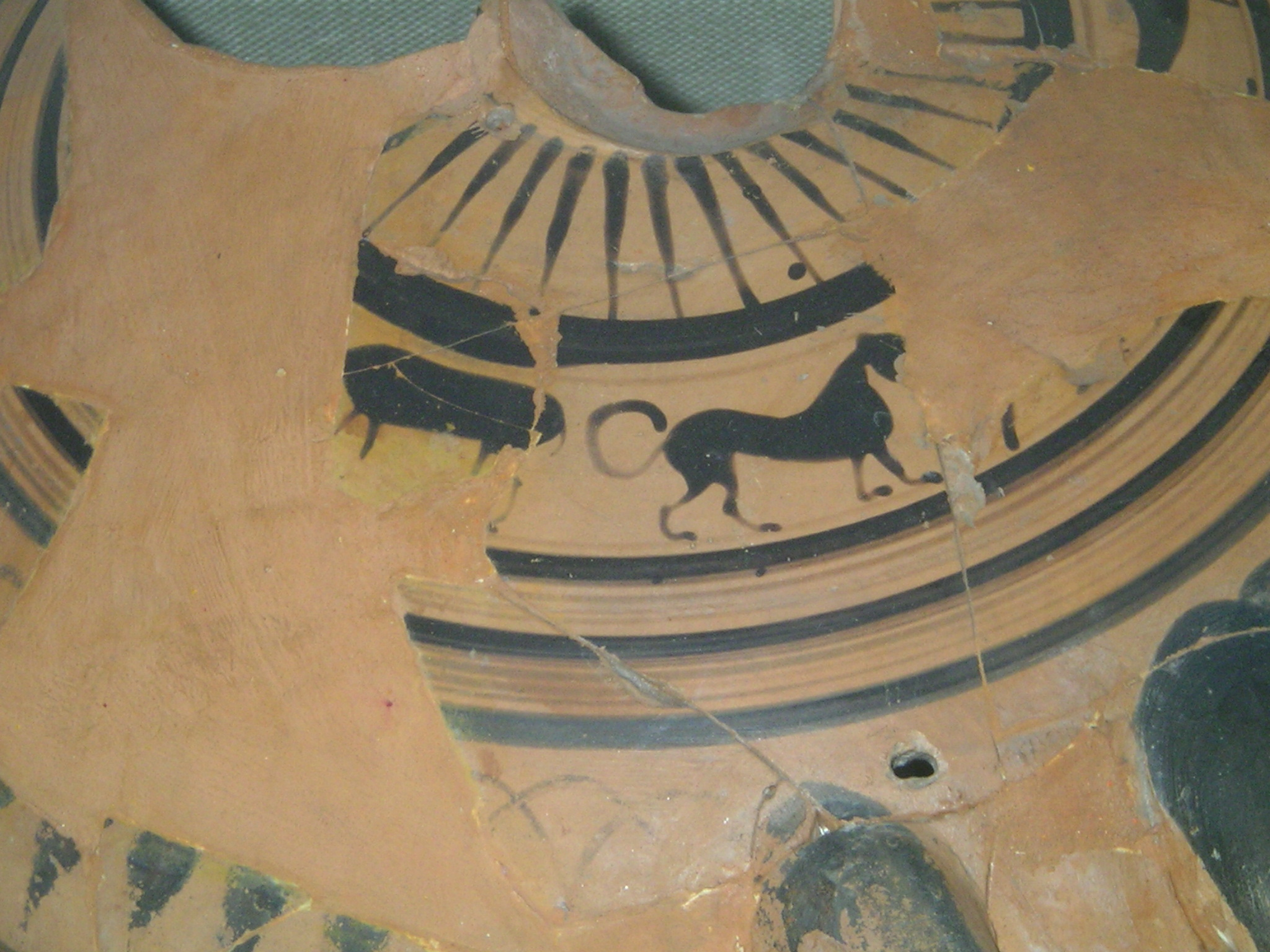
Attische Schale, Fund vom Monte Iato, Antiquarium San Cipirello

Der Monte Iato ist als archäologischer Park tagsüber gratis zu besichtigen. Der Zugang erfolgt über eine Straße vom Südosten des Berges her. Im 2010 eröffneten neuen zugehörigen archäologischen Museum, welches das bisherige Antiquarium in San Cipirello abgelöst hat, sind Fundstücke vom Monte Iato aus archaischer Zeit bis ins Mittelalter zu besichtigen.
Weitere Fundstücke vom Monte Iato befinden sich im Ortsmuseum von Partinico und im archäologischen Museum Antonino Salinas in Palermo.